# Carl Pomerance
Carl Bernard Pomerance (Joplin, Missouri, 1944) é um matemático estadunidense. Obteve um doutorado na Harvard University em 1972, com uma tese provando que qualquer número perfeito ímpar tem ao menos 7 fatores primos distintos. Se tornou professor da University of Georgia em 1982.
Publicou mais de 120 artigos, incluindo uma co-autoria com Richard Crandall, resultando no livro Prime numbers: a computational perspective (em português: Números primos: uma perspectiva computacional). Foi um dos criadores de um dos mais importantes métodos de fatoração de números inteiros, o teste de primalidade de Adleman–Pomerance–Rumely. 

## Prêmios e homenagens
Recebeu inúmeros prêmios por sua docência e pesquisa, incluindo prêmios da Mathematical Association of America, da qual tornou-se membro em 2012. 